# Tchang Chung-po
Tchang Chung-po (čínsky pchin-jinem Tang Hongbo, znaky: 汤洪波; narozen v říjnu 1975 v Siang-tchanu v čínské provincii Chu-nan) je čínský kosmonaut, 567. člověk ve vesmíru. Během svého prvního letu do vesmíru pobýval v roce 2021 na Vesmírné stanici Tchien-kung, a to jako člen posádky lodi Šen-čou 12. Na stanici se vrátil i při druhém letu od října 2023 do dubna 2024 jako velitel lodi Šen-čou 17.

## Vzdělání a vojenská kariéra
Po vstupu do armády v roce 1995 a získání magisterského titulu sloužil u letectva Lidové osvobozenecké armády a s prvotřídním hodnocením nalétal 1159 hodin. 

## Kosmonaut

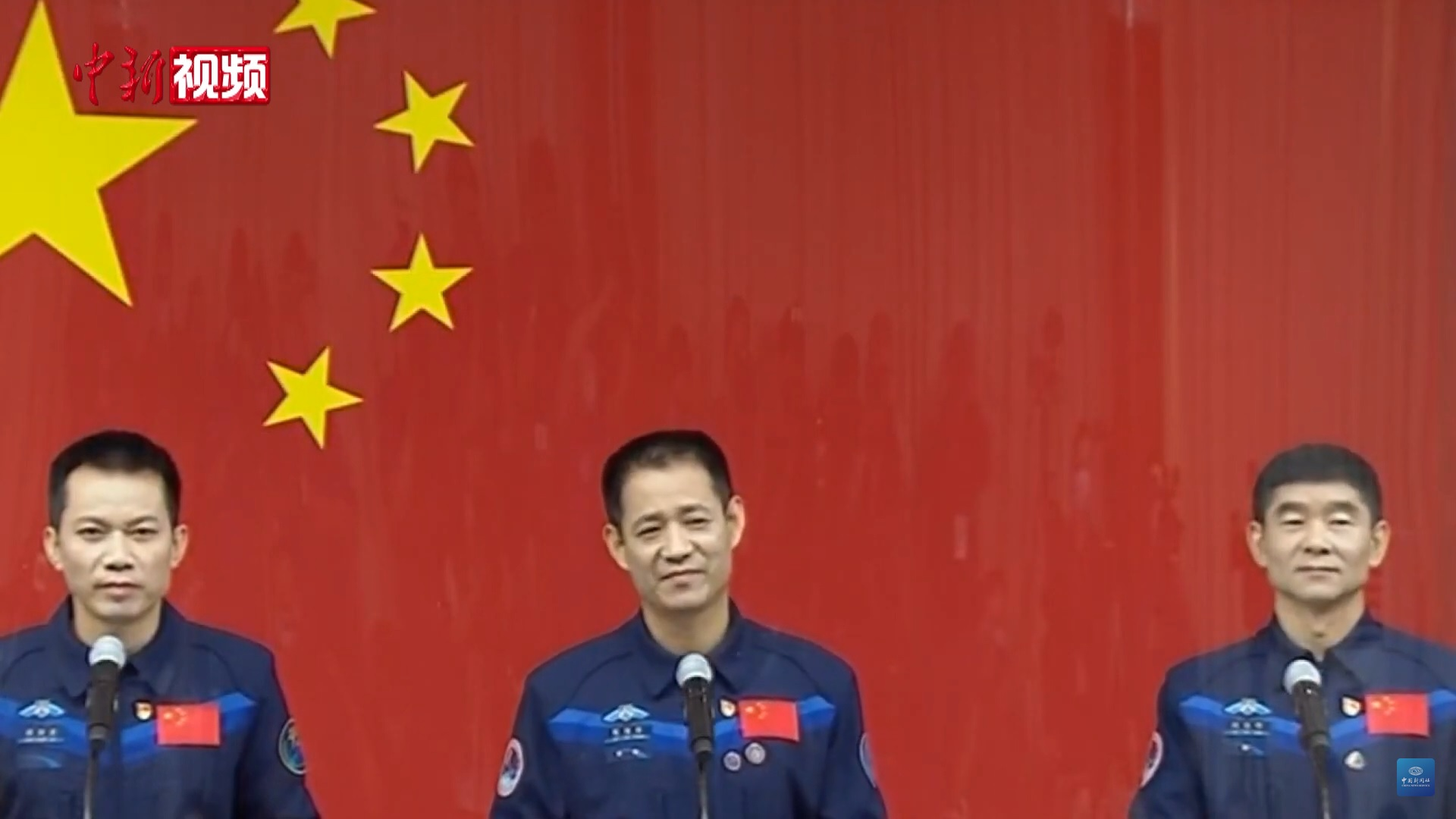
Oficiální konference letu Shenzhou 12. Zleva doprava: Tchang Chung-Po, Nie Haisheng a Liu Boming

V květnu 2010 se stal kosmonautem, o šest let později byl vybrán mezi členy záložní posádky mise Šen-čou 11.

### 1. let
V prosinci 2019 byl vybrán do posádky letu Šen-čou 12, první mise k čínské vesmírné stanicí Tchien-kung (TSS). Loď odstartovala 17. června 2021 v 01:22 UTC a ke stanici se připojila v 07.54 UTC. Dalšími členy posádky jsou Nie Chaj-šeng a Liou Po-ming. Tchang a Liou uskutečnili 4. července 2021 téměř sedmihodinový výstup do volného prostoru, při němž uvedli do provozu robotické rameno o délce 10,2 metru, nainstalovali na něj pracovní plošinu a opěrky nohou a cvičili práci s ramenem. Kromě toho testovali kosmické obleky nové generace a zprovoznili panoramatickou kameru. Let skončil přistáním 17. září 2021 v 05:34 UTC.

### 2. let
Jeho zařazení do posádky lodi Šen-čou 17 ve funkci velitele bylo zveřejněno 25. října 2023: S kolegy, kterými jsou kosmonauti Tchang Šeng-ťie a Ťiang Sin-lin, odstartovali z kosmodromu Ťiou-čchüan 26. října 2023 v 03:13:02 UTC a téhož dne v 09:46 UTC se připojila k jádrovému modulu Tchien-che Vesmírné stanice Tchien-kung (TSS). Jako 6. posádka stanice měli za úkol provádět vědecké experimenty a zajišťovat údržbu stanice, včetně opravy mírného poškození solárních panelů. Tchang Chung-po se stal vůbec prvním kosmonautem, který na TSS zavítal již podruhé.
A podruhé se během letu vydal také do otevřeného vesmíru – 21. prosince 2023 a v doprovodu kolegy Tchang Šeng-ťie. Kolem 7,5 hodiny trvající výstup ukončili v 13:34 UTC a využili jej mimo jiné k opravě jednoho ze solárních polí základního modulu Tchien-che, které bylo dříve poškozeno částicemi vesmírného odpadu. Tchang Chung-po tak svůj čas strávený mimo stanici prodloužil na 14 hodin a 16 minut.
Loď i s celou posádkou stanici opustila 30. dubna 2024 v 00:43 UTC a přistála v oblasti Dongfeng ve Vnitřním Mongolsku téhož dne v 09:46 UTC. Tchang Chung-po se díky celkové délce svých 2 letů dostal na první místo v pořadí čínských kosmonautů.